# Alliance Party of Northern Ireland

Partijlogo

De Alliance Party of Northern Ireland (APNI), vertaald: de Alliantiepartij van Noord-Ierland is een centrum-liberale politieke partij in Noord-Ierland. Bij de verkiezingen van 2017 werd de partij in grootte de vijfde partij in Noord-Ierland; de partij verwierf toen acht zetels in de Assemblee voor Noord-Ierland.
De partij werd in 1970 opgericht vanuit de New Ulster-beweging en vertegenwoordigde oorspronkelijk een gematigd en niet-sektarisch unionisme. In de loop van de tijd, met name in de jaren negentig, is zij echter in de richting van neutraliteit in de Unie gegaan en heeft het geleid tot ruimere liberale en niet-sektarische belangen. Zij verzet zich tegen de door de conventie van Goede Vrijdag gemandateerde verdeling van de bevoegdheden van de consociatie die als een verdieping van de sectaire kloof worden gezien, en in de Assemblee van Noord-Ierland wordt de partij aangeduid als noch unionistisch, noch Iers nationalistisch, maar 'overig'.
Alliance won in mei 2010 haar eerste Lagerhuis-zetel bij de Britse Lagerhuisverkiezingen 2010 in het kiesdistrict Belfast-Oost, waarbij Peter Robinson, toenmalig eerste minister van Noord-Ierland en leider van de Democratic Unionist Party (DUP), zijn zetel verloor. Naomi Long werd hiermee het eerste parlementslid van de Alliance Party sinds Stratton Mills, een oudgediende Member of Parliament dis sinds 1959 voor de Ulster Unionist Party (UUP) zetelde, in 1972 na een conflict over de Conservative Party whip de UUP verliet en van 1973 tot 1974 als lid van Alliance in het Lagerhuis zetelde. Naomi Long kon bij de Britse Lagerhuisverkiezingen 2015 haar zetel niet behouden en de DUP heroverde deze op Alliance. Van 2015 tot 2019 was de partij niet vertegenwoordigd in het Britse Lagerhuis. Bij de Lagerhuisverkiezingen in 2019 veroverde de partij een zetel in het district North Down, die bekleed werd door Stephen Farry.
Bij de Europese Parlementsverkiezingen in 2019 won de partij een zetel, die bekleed werd door Naomi Long.
De partij is lid van de Liberale Internationale en ziet zichzelf als een zusterpartij van de Britse Liberal Democrats.